# Nakdonggang
Der Nakdonggang, auch Nakdong-Fluss genannt, ist mit 526 km der längste Fluss Südkoreas.
Er entsteht aus dem Zusammenfluss von Cheolamcheon und Hwangjicheon bei Taebaek in der Provinz Gangwon-do. Diese entspringen wie die meisten anderen Flüsse des Landes dem Taebaek-Gebirge. Von dort fließt der Nakdong durch Gyeongsangbuk-do und Gyeongsangnam-do vorbei an Daegu nach Süden und mündet bei Busan in das Japanische Meer nahe der Koreastraße.
Das Gebiet um den Nakdonggang wird vorwiegend wirtschaftlich als Anbaufläche für Nassreis genutzt.
Das Gebiet um den Fluss ist historisch gesehen auch für Japan bedeutend. Während der Yamato-Zeit befand sich dort der Staat Gaya, der Eisen nach Japan exportierte.